# Залізнянська волость
Залізнянська волость — історична адміністративно-територіальна одиниця Бахмутського повіту Катеринославської губернії із центром у селі Залізне.
Утворена наприкінці 1890-тих років виокремленням із Зайцівської волості.
За даними на 1908 рік у волості налічувалось 9 поселень, загальне населення волості 10 137 осіб (5058 чоловічої статі та 5079 — жіночої), 1699 дворових господарства.
Поселення волості: